# Bruchophagus maurus
Bruchophagus maurus är en stekelart som först beskrevs av Karl Henrik Boheman 1836.  I den svenska databasen Dyntaxa används istället namnet Eurytoma maura. Enligt Catalogue of Life ingår Bruchophagus maurus i släktet Bruchophagus och familjen kragglanssteklar, men enligt Dyntaxa är tillhörigheten istället släktet Eurytoma och familjen kragglanssteklar. Arten är reproducerande i Sverige. Inga underarter finns listade.